# 메타트론 디스커버리
메타트론 디스커버리 (Metatron Discovery)는 SK텔레콤의 빅데이터 분석 플랫폼이다. 아파치 드루이드 엔진을 기반으로 개발되었으며, 데이터 수집, 정제, 실시간 처리, 배치 처리 데이터 분석, 데이터 시각화까지 데이터 분석의 모든 단계를 처리할 수 있는 엔드-투-엔드(end-to-end) 플랫폼이다. SK 텔레콤은 본래 이동통신 사업자로서, '매일 발생하는 500TB 이상의 모바일 네트워크 서비스 데이터의 효과적인 처리 및 분석'이라는 내부적 수요에서 메타트론 솔루션을 개발하였다. 그 후, 이를 고도화하여 상용화시켰으며, 현재 SK 텔레콤뿐만 아니라 SK 하이닉스, IBK 기업은행 등 국내 10여 개 회사에서 메타트론 솔루션을 이용하고 있다. 브라우저 세팅에 맞춘 다양한 언어를 지원 (현재는 영어, 한국어, 중국어 지원)하며 현재, 일부 오픈소스화되어 있다.